# Thor Vilhjálmsson
Thor Vilhjálmsson (en islandés [ˈtʰouːr ˈvɪlçaulmˌsɔn]) (Edimburgo, Escocia, 12 de agosto de 1925 – 2 de marzo de 2011) fue un escritor islandés. En 1987, recibió el Premio de Literatura del Consejo Nórdico por Grámosinn glóir. En 1998 recibió el Premio de Literatura de Islandia por Morgunþula í stráum.